# Pekelský vodopád
Pekelský vodopád se nachází mezi obcemi Žežice (jižně od obce) a městskou částí Ústí nad Labem - Krásné Březno (severně). Jedná se o jednostupňový, zhruba 7 metrů vysoký vodopád padající přes hranu čedičového podloží uprostřed listnatého lesa. Pekelský potok dále pokračuje erozním údolím. Průtok v závislosti na počasí je 20-25 litrů za sekundu. Pekelský potok má svého jmenovce v potoce ve Frýdlantském výběžku. Nejbližší sídlo je osada Mlýniště, přičemž nejsou dochovány písemné důkazy o existenci mlýna, od kterého by byl odvozený název.
Na levém břehu potoka, asi 300 metrů pod vodopádem, je zajímavá vzpomínka na pravděpodobně vojáka Rudolfa, jehož příjmení se na umístěném pamětním kameni nezachovalo. Nápis v němčině udává: „An Rudolf. Wir fühlen Deines wehen. Hier, wo Natru mit ihren Wundern. Dir Deine schönsten Stunden schuf. 3. Juni 1917.“ V překladu: „Rudolfovi. Cítíme vanout tvého ducha. V místě, kde jsi v přírodě zázračné trávil svůj nejkrásnější čas. 3. června 1917.“ Zmiňovaný Rudolf vzhledem k na kameni zmíněnému datu nejspíše zahynul na bojišti 1. světové války.
Kniha Vlastivědné výlety z Ústí nad Labem popisuje geologické podloží takto: „Potok si vyhloubil dno v měkkých vrstvách hlíny a tufu, ale přidjdme brzy k místu, kde vystupuje pevný čedič. Potok překonává tento čedičový val vodopádem 12 m vysokým. Za nesčetná tisíciletí tu vytvořil zajímavý kotel zvaný Peklo.“
Bezprostřední okolí rokle včetně vodopádu je pokryté listnatým lesem se zajímavou plejádou hub (rážovka rumělková, límcovka modrá). V těsné blízkosti vodopádu se dají vlhkomilným druhům mechů.

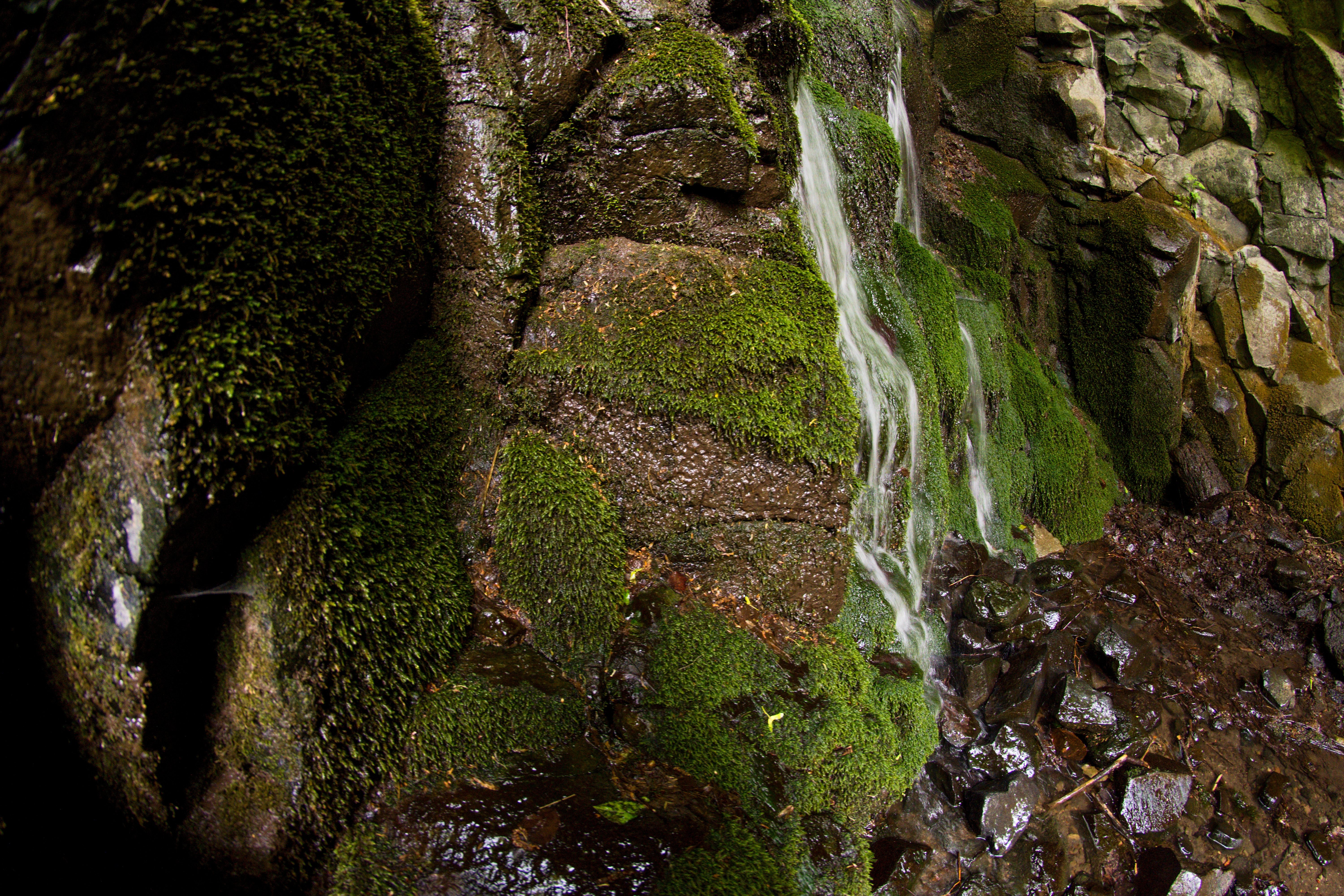
Mechy v bezprostřední blízkosti Pekelského vodopádu pod Žežicemi